# Adaptive Spectral Perceptual Entropy Coding

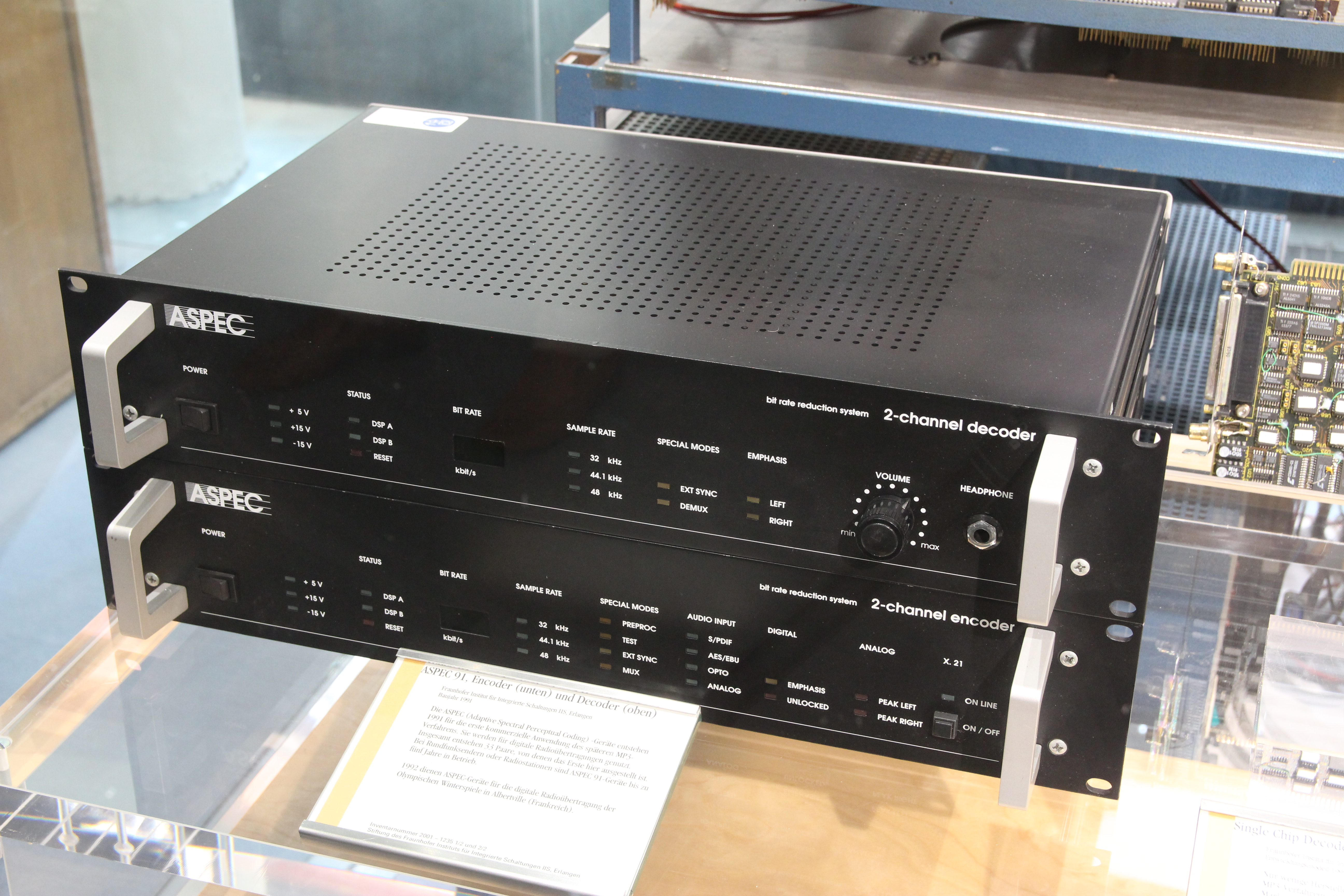
ASPEC 91 im Deutschen Museum Bonn, Encoder unten, Decoder oben

Adaptive Spectral Perceptual Entropy Coding (ASPEC) ist ein Verfahren zur Datenkompression von Audiosignalen, bei denen unter anderem psychoakustische Modelle angewandt werden. Das Verfahren ist Basis von Advanced Audio Coding (AAC), AC3 und MP3.